# 判事補の職権の特例等に関する法律
判事補の職権の特例等に関する法律（はんじほのしょっけんのとくれいにかんするほうりつ、昭和23年7月12日法律第146号）は、判事補のうち、一定の要件を満たした者で最高裁判所の指名する者について、判事補としての職権の制限を解除すること及び旧外地関係の法曹資格者、行政における審判官について特例に関する法律である。

## 概説

### 特例判事補
本来、経験の少ない判事補は裁判所法第27条の規定により、単独で裁判ができないなど判事と比較してその職権が制限されているが、終戦直後の深刻な裁判官不足に起因する未済事件の増加に対応するため、「判事補の中には実質上判事たるにふさわしい十分な力量と経驗とを有しながら、形式上の資格要件を欠くために、判事たり得ないものが少くなく、今日の情況にありましては、これらの人々を十分に活用してしかるべき」であるとして、当分の間、判事補のうち一定の要件を満たした者で最高裁判所の指名する者については、判事補としての職権の制限を受けないこととして判事の業務を行わせることにより、裁判所の人手不足を解消することとしている。（第１条）
この指名を受けた判事補は、一般に特例判事補と呼ばれる。
なお、「当分の間」とあるが、長年の実績によって定着しており、2023年現在も廃止されていない。
高等裁判所の裁判事務の取扱上特に必要があるときは、特例判事補が高等裁判所の判事の職務を行わうこともできる。この場合は同時に二人以上合議体に加わり、又は裁判長となることができない。（第１条）

### 旧外地関係の法曹資格者、行政における審判官について特例
第2条から第3条の2までの規定は、内地における法曹資格者が、外地や琉球政府の法曹関係の職にあった場合の在職について、法務事務官の在職とみなして、裁判官の任命資格の年数に含めるものである。
第3条の3は、法制局参事官、内閣法制局参事官、特許庁の審判長、審判官等の職を法務事務官の在職とみなして、裁判官の任命資格の年数に含めるものである。
なおこれらの特例には「当分の間」という限定はない。